# Feroz (telenovela)
Feroz est une telenovela chilienne diffusée de mars à août 2010 par El Trece.

## Distribution
- Tamara Acosta - Soledad Gutiérrez
- Cristián Campos - Guillermo Bernard
- Ignacio Garmendia - Leonardo "Leo" Cruz
- Patricia López - Kiara Montero - Protagonista Antagonica
- Manuela Martelli - Amanda Carrera
- Carolina Arregui - Carmen Ramírez - Villain
- Blanca Lewin - Ángela Carrera
- Mario Horton - Pablo Gutiérrez
- María José Bello - Monserrat Tagle
- Cristóbal Tapia-Montt - Damián Cruz - Villain
- Pablo Schwartz - Jacinto Fonseca
- Lorena Bosch - Mónica Parráguez / Sofía Brunet - Villain
- Ramón Llao - René Sanhueza
- Lorene Prieto - Olga Bolados
- Juan Falcón - Tomás Hernández
- Elisa Zulueta - Valentina "Tina" Sanhueza
- Carolina Paulsen - Rosa Telías
- Francisco Gormaz - Ignacio "Nacho" Irarrázabal - Villain
- Catalina González - Ana Karen Telías
- Alfredo Allende - Jorge "Coke" Alfaro
- Belén Soto - Isidora Tagle Ramírez
- Simón Gelsich - Benjamín Cruz
- Tomás Verdejo - Gabriel Hernández
- Mayte Rodríguez - Lorena Salazar
- Ingrid Parra - Gloria "Yoya" Hernández
- Agustín Moya - Elías "El loco" Carrera

Apparitions spéciales
- Pablo Krögh - Andrés Cruz - Villain
- Felipe Álvarez - Jairo Villa
- Luciana Echeverría - Danae Suicx
- José Secall - Hugo Navarro - villain
- Maria Elena Duvauchelle - Marta Soto - Villain
- Peggy Cordero - Josefa "Chepa"
- Sonia Mena - Renata Vidal
- Mauricio Diocares - Eric Molina
- Leonor Varela - Laura Palma
- Aldo Bernales - Antonio "Perro" Inostroza
- Eduardo Topelberg - Atila Rosemberg
- Isidora Cabezón - Professeure Salas
- Araceli Vitta - Adriana Cooper
- Alessandra Guerzoni - Bethania McLean
- Rodrigo Achondo - Rómulo - Villain
- Alex Zissis - Gonzalo Tagle
- Julio César Serrano - Barman

## Diffusion internationale
- Canal 13 : Du lundi au vendredi à 20h
- Mega TV